# Lappula ketmenica
Lappula ketmenica är en strävbladig växtart som beskrevs av G.M.Kudabaeva. Lappula ketmenica ingår i släktet piggfrön, och familjen strävbladiga växter. Inga underarter finns listade i Catalogue of Life.